# Robert Kraus (sångare)
Robert Kraus, född 1815 i Wien, död 1866, var en österrikisk sångare och målare.
Kraus ägnade sig från ungdomen åt musikens och målarkonstens utövande. Slutligen beslöt han att uteslutande odla den senare konsten, och studerade i tio år vid konstakademien i sin hemstad. Alla, som kände hans friska, kraftfulla tenorstämma, bestormade honom emellertid med böner att han måtte övergå till scenen. Han gav efter för deras önskningar och studerade huvudsakligen de stora sångmönster som då lät höra sig i Wien: Giovanni Battista Rubini, Luigi Lablache med flera jämte det han tog enskild undervisning. År 1839 gjorde han sin debut i Wien, och blev snart publikens gunstling. I Berlin, där han 1846 mottog ett lysande engagemang, stannade han i fem år och återgav därvid med största framgång de främsta tenorpartier. År 1851 lämnade han Berlin och återvände till Wien, där han med förökad iver slog sig på måleriet, men lät dock understundom höra sig som firad opera- eller konsertsångare.